# Dahomeys amasoner

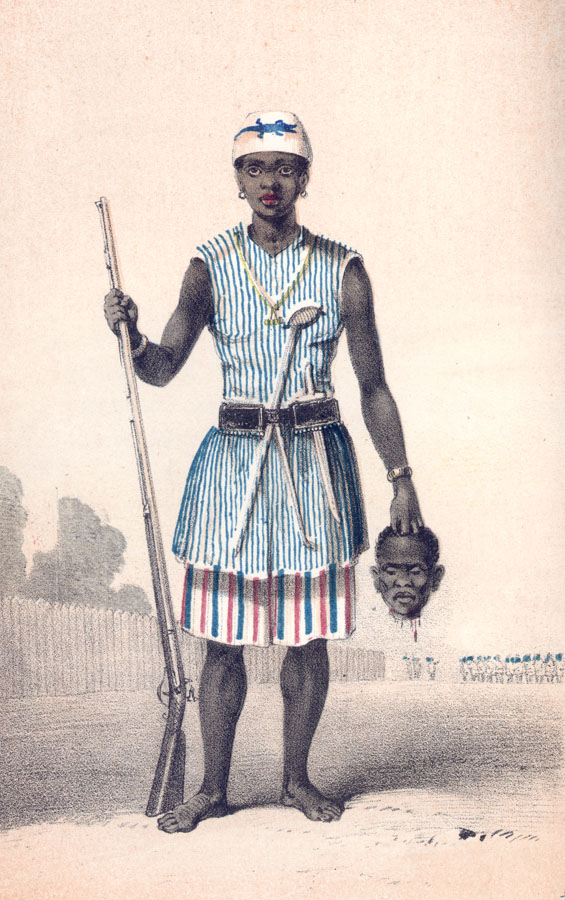
Seh-Dong-Hong-Beh, vars namn betyder Gud talar sanning, arméchef under 1800-talet.

Dahomeys amasoner är kända från det västafrikanska kungariket Dahomey inom folkgruppen fon, som vid slutet av 1800-talet kunde mobilisera en armé bestående av ca 4000 kvinnliga soldater.

## Historik
Det är oklart när armén bildades, men källor uppger 1600-talet. Armén var ursprungligen ett kungligt livgarde, men utvecklades till en armé bestående av 6000 krigare. I drygt 200 år utgjorde den fons spjutspets mot både andra fientliga afrikanska arméer liksom europeiska kolonisatörer. 
Den besegrade bland annat den franska armén vid flera fältslag. Först 1892 kunde kvinnoarmén slås ner sedan Frankrike skeppat över moderna trupper med artilleri, främlingslegionärer, ett marint infanteriregemente samt kavalleri.
Överlevande soldater förde gerillakrig mot ockupanterna och veteraner kunde intervjuas och fotograferas så sent som på 1940-talet.

## Fiktion
Den kvinnliga armén i Dahomeny anses ha inspirerat Dora Milaje, i det fiktiva landet Wakanda, i berättelserna om The Black Panther.